# Trunsö
Trunsö är en ö i Finland. Den ligger i Skärgårdshavet i kommundelen Nagu i Pargas stad i den ekonomiska regionen  Åboland i landskapet Egentliga Finland, i den sydvästra delen av landet. Ön ligger omkring 8 kilometer söder om Nötö, 35 kilometer söder om Nagu kyrka, 69 kilometer söder om Åbo och omkring 180 kilometer väster om Helsingfors. Förbindelsebåten M/S Nordep trafikerar Trunsö.
Öns area är 62,7 hektar och dess största längd är 1,2 kilometer i nord-sydlig riktning. Ön höjer sig omkring 20 meter över havsytan.

## Klimat
Klimatet i området är tempererat. Årsmedeltemperaturen i trakten är 6 °C. Den varmaste månaden är augusti, då medeltemperaturen är 16 °C, och den kallaste är februari, med −2 °C.